# 보니 로튼
보니 로튼(Bonnie Rotten, 1993년 5월 9일 ~ )은 미국의 전직 포르노 배우, 댄서, 모델, 감독, 프로듀서이다. 2014 AVN상 올해의 여성 퍼포머상 수상자이다.